# Ólafur G. Einarsson
Ólafur G. Einarsson (ur. 7 lipca 1932 w Siglufjörður, zm. 27 kwietnia 2023) – islandzki polityk, prawnik i samorządowiec, poseł do Althingu i jego przewodniczący w latach 1995–1999, od 1991 do 1995 minister.

## Życiorys
W pierwszej połowie lat 50. kształcił się w zakresie medycyny, w 1960 ukończył studia prawnicze na Uniwersytecie Islandzkim. Uzyskał później uprawnienia adwokata. Zaangażował się w działalność polityczną w ramach Partii Niepodległości, wchodził w skład władz wykonawczych tego ugrupowania. W latach 1960–1972 był burmistrzem Garðahreppur, następnie pełnił funkcje przewodniczącego władz powiatowych (1972–1975) i przewodniczącego rady miejskiej (1976–1978). Od 1967 do 1978 był wiceprezesem zrzeszenia islandzkich miejscowości (Samband íslenskra sveitarfélaga).
W 1971 po raz pierwszy został wybrany do Althingu. Z powodzeniem ubiegał się o reelekcję w siedmiu kolejnych wyborach, mandat deputowanego wykonywał do 1999. W latach 1979–1991 przewodniczył frakcji poselskiej Partii Niepodległości. W latach 1991–1995 był ministrem edukacji, nauki i kultury w gabinecie Davíða Oddssona. W kadencji 1995–1999 sprawował urząd przewodniczącego islandzkiego parlamentu. W latach 1998–2007 zasiadał w radzie banku centralnego Islandii, od 2001 do 2006 zajmował stanowisko jej przewodniczącego.